# Sabbatarier (Siebenbürgen)
Die Sabbatarier (auch Sabbatharier) waren eine sabbathaltende Bewegung, die in der zweiten Hälfte des 16. Jahrhunderts unter dem Einfluss von Franz David im Umfeld der Unitarischen Kirche Siebenbürgens entstand. Wie die siebenbürgischen Unitarier waren auch die Sabbatarier mehrheitlich ungarisch geprägt.
Ab etwa 1570 bestimmten Debatten über den Nonadorantismus die unitarischen Kirchen in Polen-Litauen und Ungarn-Siebenbürgen. Im Jahr 1578 publizierte der unitarische Reformator Franz David schließlich seine Vier Thesen über die Nichtanbetung Jesu. Sowohl in Ungarn als auch in Siebenbürgen sammelten sich nonadorantistisch orientierte Gruppen, die zum Teil als Davidisten bezeichnet wurden. Nach dem Tod Davids entstanden aus einem Teil der unitarischen Nonadorantisten in Siebenbürgen schließlich die Sabbatarier. Eine entscheidende Rolle hierbei spielten Andreas Eössi, Johannes Gerendi und im beginnenden 17. Jahrhundert vor allem Simon Péchi. Theologisch verstand sich die Bewegung in den ersten Jahren noch deutlich als christlich-unitarische Konfession. Kennzeichnend waren neben dem Nonadorantismus unter anderem die Feier des Sabbats statt des Sonntags, die Einhaltung der jüdischen Feiertage und Speisegebote, nicht aber die Beschneidung. Erst ab dem 17. Jahrhundert unter Simon Péchi begannen sich die Sabbatarier zunehmend dem Judentum anzunähern. Von entscheidender Bedeutung wurde das von Péchi in ungarischer Sprache herausgegebene jüdisch/sabbatarische Gebetbuch, das auf Basis der hebräischen Gebetbücher Siddur, Machzor und Selichot zusammengestellt wurde. Hierbei ließ Péchi jedoch mystische und kabbalistische Elemente ebenso wie mit dem Opferkult zusammenhängende Stücke weg.
Während die noch in Ungarn unter der Führung von Paul Karádi lebenden unitarischen Nonadorantisten im Laufe des 17. Jahrhunderts im Zuge der Gegenreformation vollständig rekatholisiert wurden, konnten sich die Sabbatarier in Siebenbürgen zum Teil bis in das 20. Jahrhundert halten.
Anders als die Unitarier waren die Sabbatarier in Siebenbürgen nicht formell als eigene Konfession anerkannt. Der Landtag zu Weißenburg 1595 fasste einen ersten Beschluss gegen die Sabbatarier. In Folge kam es zu Konfiszierungen sabbatarischer Schriften und zum Teil auch zu einzelnen Vertreibungen. Dennoch wurden die Sabbatarier auf lokaler Ebene weiterhin toleriert und konnten sich weiter ausbreiten. Oft waren sie noch innerhalb der Unitarischen Kirche organisiert. Obwohl sie nicht offen als Konfession auftreten konnten, waren sie doch in allen gesellschaftlichen Gruppen bis in die Beamtenschaft vertreten.
Erst unter dem reformierten Fürsten Georg I. Rákóczi wurde der Sabbatarismus auf dem Landtag zu Deesch 1638 mit der Complanatio Deesiana formell geächtet. Im gleichen Jahr kam es auch massenhaften Verhaftungen von Sabbatariern. Um einer möglichen Todesstrafe zu entgehen, mussten sie sich vom Sabbatarismus lösen und einer der bestehenden anerkannten Konfessionen anschließen. Den sabbatarischen Gutsbesitzern drohte zudem die Konfiszierung ihrer Besitzungen. Eine Vielzahl trat daraufhin der Reformierten Kirche bei. Selbst Simon Péchi wechselte 1638 in die Reformierte Kirche, wo er im Februar 1639 wiedergetauft wurde. Eine weitere Verfolgungswelle begann nach der Machtübernahme durch die Habsburger 1711. So kam es in den Jahren 1717 bis 1722 erneut zu Verhaftungen und Konfiszierungen. Konfiszierte Güter gelangten oft in den Besitz der Katholischen Kirche. Viele Sabbatarier emigrierten in dieser Zeit in die Türkei. Dennoch konnte sich die kleine sabbatarische Gemeinde im Hintergrund weiter halten, auch wenn die Sabbatarier zum Schein als Kryptosabbatarier Mitglieder der katholischen, reformierten oder unitarischen Kirche waren.
Erst mit der staatlichen Anerkennung des jüdischen Glaubens im Jahr 1867 wurde es für die Sabbatarier möglich, sich wieder offen zu ihrer Religion zu bekennen. Inzwischen zunehmend judiaisert, wurde die Israelitische Proselyten-Gemeinde von Neudorf/Bözödújfalu gegründet. Trotz ihrer staatlichen Anerkennung ging ihre Mitgliederzahl in den folgenden Jahren stark zurück. In der Zeit des Nationalsozialismus wurden die noch verbleibenden Sabbatarier in Szeklerkreuz und Neudorf schließlich im Zuge der von den Nationalsozialisten begangenen Verbrechen an den Juden im Auschwitz umgebracht. Eines ihrer Zentren, der Ort Neudorf/Bözödújfalu, wurde 1988 beim Bau eines Stausees zerstört.

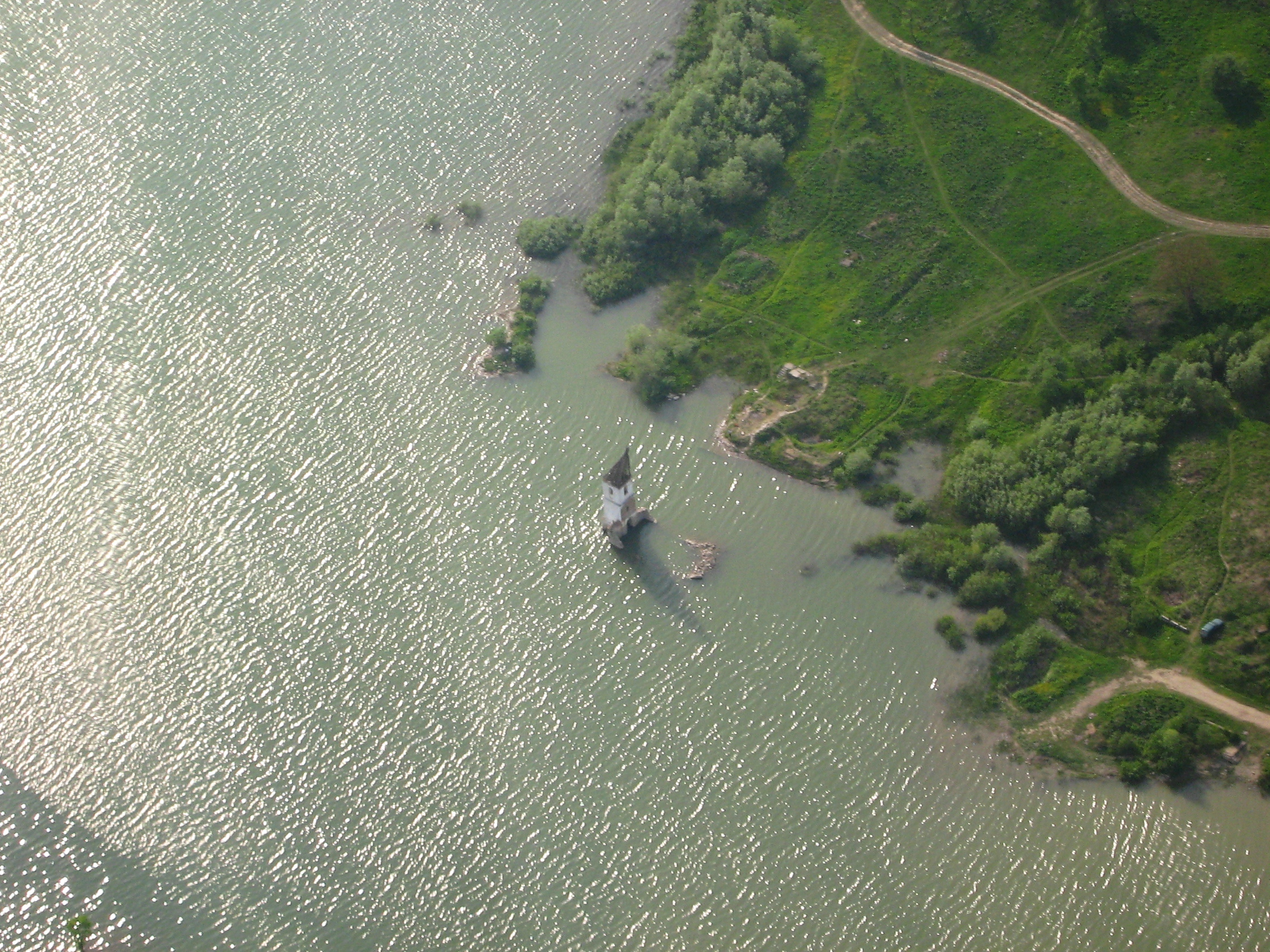
Die untergegangene Ortschaft Neudorf/Bözödújfalu